# 마리아 정원

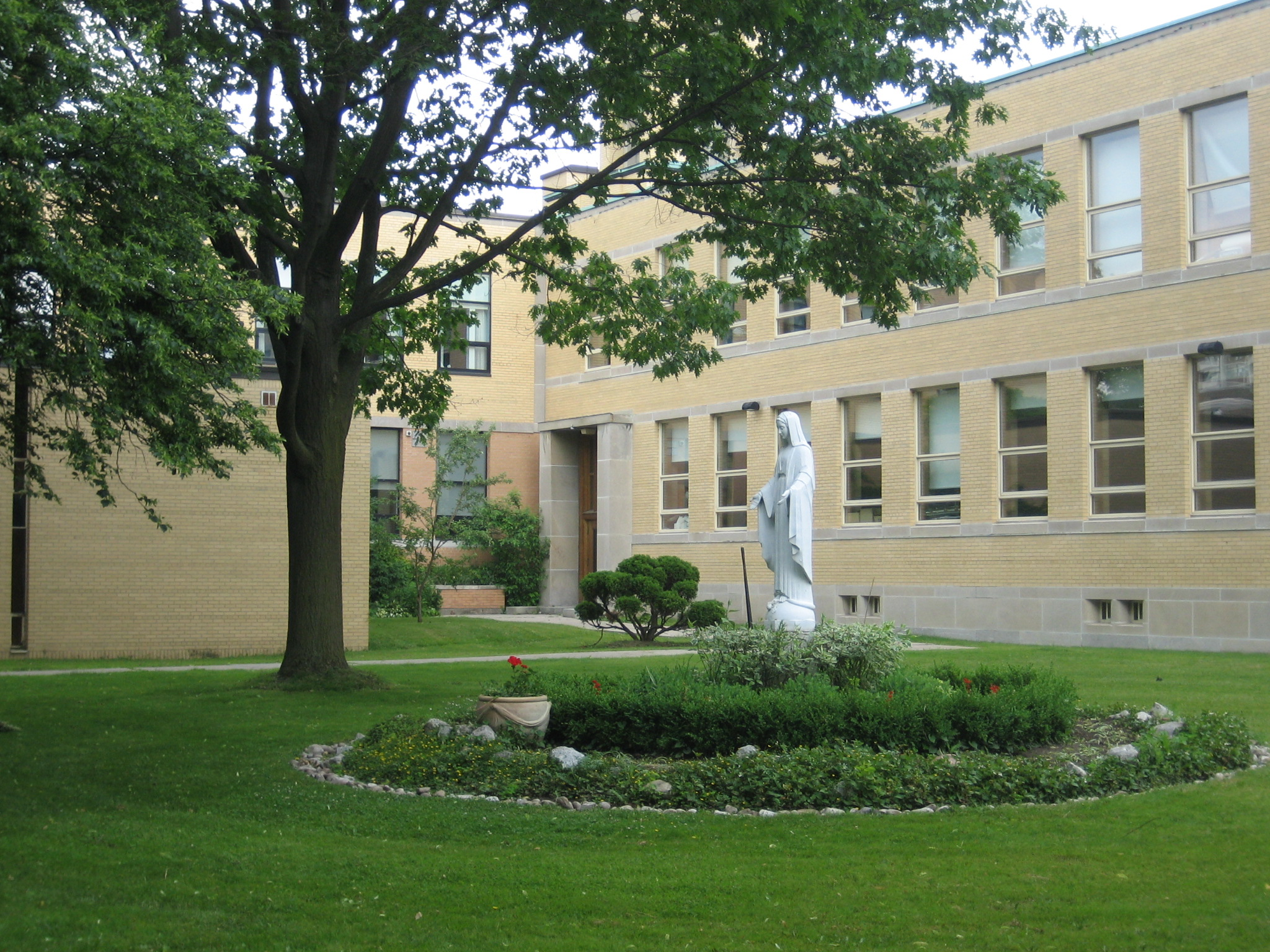
토론토의 한 마리아 정원

마리아 정원(Mary garden)은 많은 기독교인들에게 복되신 동정녀, 성모 또는 하나님의 어머니로 알려진 성모 마리아의 동상이나 사당을 둘러싸고 있는 작은 종교정원이다. 신약성경에서 마리아는 나사렛 예수의 어머니이다. 마리아 정원은 성모 마리아를 특별히 존경하는 기독교 종파, 특히 로마 가톨릭교회과 성공회에서 가장 일반적이다.

## 역사
관습은 중세 유럽의 수도원과 수녀원에서 시작되었다. 중세 시대에 사람들은 주변에 자라는 꽃과 허브에서 마리아를 상기시키는 것을 보았다.

## 같이 보기
- 준성사